# Raffaellino da Reggio
Raffaellino da Reggio, född 1550 i Codemondo, Reggio nell'Emilia, död 1578 i Rom, var en italiensk målare under manierismen. Han har bland annat utfört en fresk i Oratorio del Gonfalone i Rom.